# Ahmed Maher (diplomate)
Pour les articles homonymes, voir Ahmed Maher.
Ahmed Maher (en arabe أحمد ماهر), né le 14 septembre 1935 au Caire – mort dans la même ville le 27 septembre 2010, est un homme politique et diplomate égyptien. Il a été ministre des Affaires étrangères de l’Égypte de 2001 à 2004. Il a étudié le droit avant d’intégrer le ministère des Affaires étrangères. Ahmed Maher était ambassadeur en Union soviétique durant sa dissolution. Il a été ambassadeur auprès des États-Unis de 1992 à 1999.

## Source
- (en) Cet article est partiellement ou en totalité issu de l’article de Wikipédia en anglais intitulé « Ahmad Maher » (voir la liste des auteurs).